# Vombatiformes
Phân bộ Gấu túi (Danh pháp khoa học: Vombatiformes) là một trong 3 phân bộ của bộ thú có túi Diprotodontia. 5 trong 7 loài đã được biết đến trong các họ của phân họ này đã tuyệt chủng; chỉ có các họ Phascolarctidae, gấu túi bạch đàn (Koala), và Vombatidae, với 3 loài còn sống thuộc họ gấu túi mũi trần (wombat). Trong số các họ tuyệt chủng là Diprotodontidae, bao gồm diprotodon, nhiều người tin rằng nó tạo nguồn cảm hứng cho bunyip. "Vombatiformes" là tên tiếng neo-Latnin của "wombat-shaped things", và là tên của họ đặc trưng.
Phân bộ Gấu túi (Vombatiformes), cùng với các loài có quan hệ mật thiết và hình dáng nhỏ gọn, khác với các loài thuộc hai bộ Diprotodont còn lại, Phân bộ Chuột túi (Macropodiformes): kangaroo, wallabies và quokka; và phân bộ Phalangeriformes: possum, bao gồm gliders like the wrist-winged glider. Koala và wombat được các nhà sinh học cho rằng chúng có cùng tổ tiên và được phân nhánh chỉ trong thời gian gần đây thuộc Cenozoic.

## Phân loại
Phân bộ Vombatiformes
- Họ Phascolarctidae: Koala (1 modern species)[1]
  - Chi †Cundokoala
  - Chi †Perikoala
  - Chi †Madakoala
  - Chi †Koobor
  - Chi †Litokoala
  - Chi †Nimiokoala
  - Chi Phascolarctos
- Họ Vombatidae: wombats (3 modern species)
  - Chi †Rhizophascolomus
  - Chi Vombatus
  - Chi †Phascolonus
  - Chi †Warendja
  - Chi †Ramasayia
  - Chi Lasiorhinus
- Họ †Ilariidae
  - Chi †Kuterintja
  - Chi †Ilaria
- Họ †Palorchestidae
  - Chi †Palorchestes
  - Chi †Propalorchestes
  - Chi †Ngapakaldia
  - Chi †Pitikantia
- Liên họ †Diprotodontoidea
  - Chi †Alkwertatherium
  - Họ †Zygomaturidae
    - Chi †Silvabestius
    - Chi †Neohelos
    - Chi †Raemeotherium
    - Chi †Plaisiodon
    - Chi †Zygomaturus
    - Chi †Kolopsis
    - Chi †Kolopsoides
    - Chi †Hulitherium
    - Chi †Maokopia

  - Họ †Diprotodontidae
    - Chi †Bematherium
    - Chi †Pyramios
    - Chi †Nototherium
    - Chi †Meniscolophus
    - Chi †Euryzygoma
    - Chi †Diprotodon
    - Chi †Euowenia
    - Chi †Stenomerus
- - Họ Maradidae
    - Chi Marada